# صخر دخيل

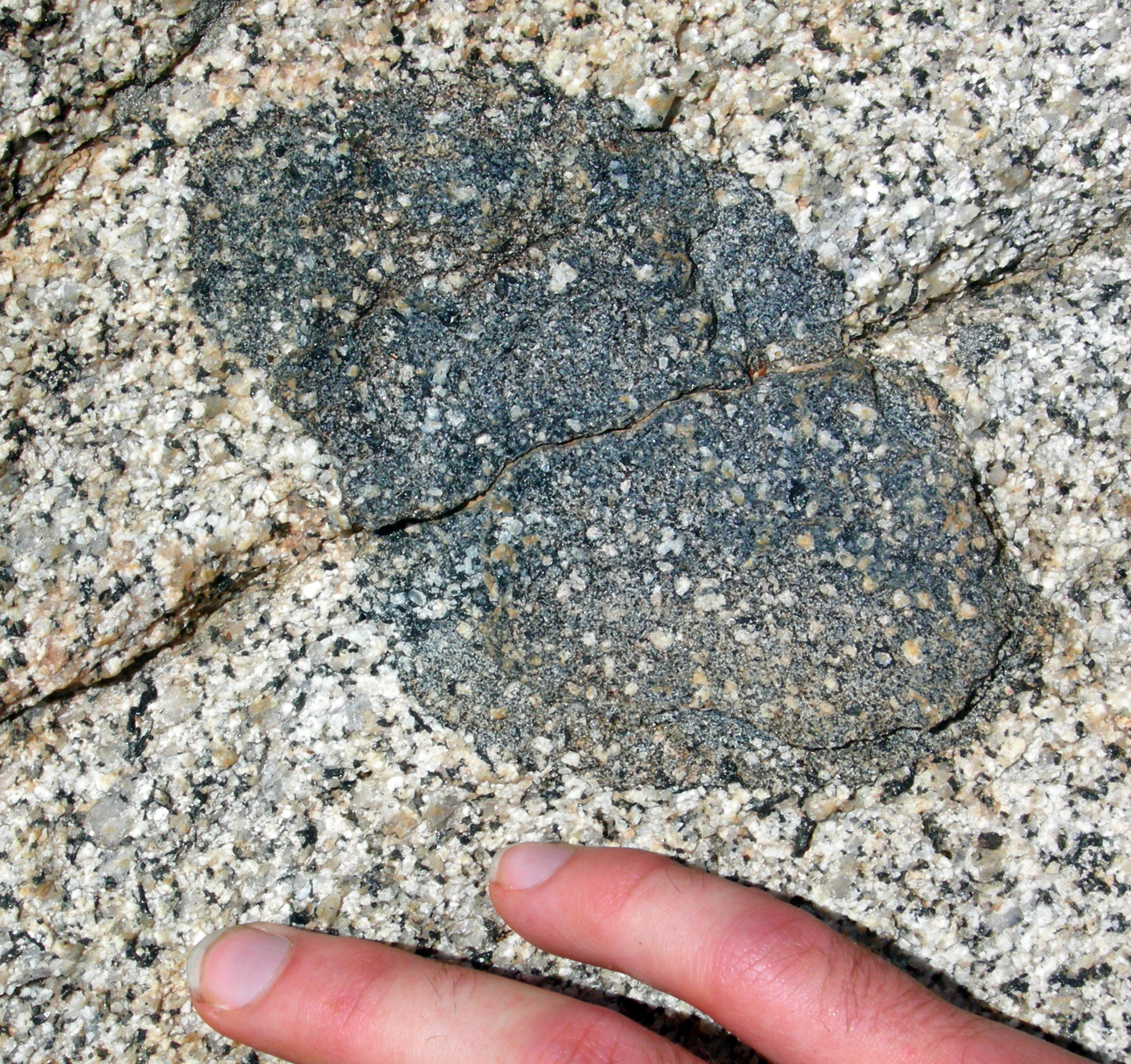
- الجابرو xenolith * على الجرانيت؛ شرق سييرا نيفادا، روك كريك كانيون، كاليفورنيا.

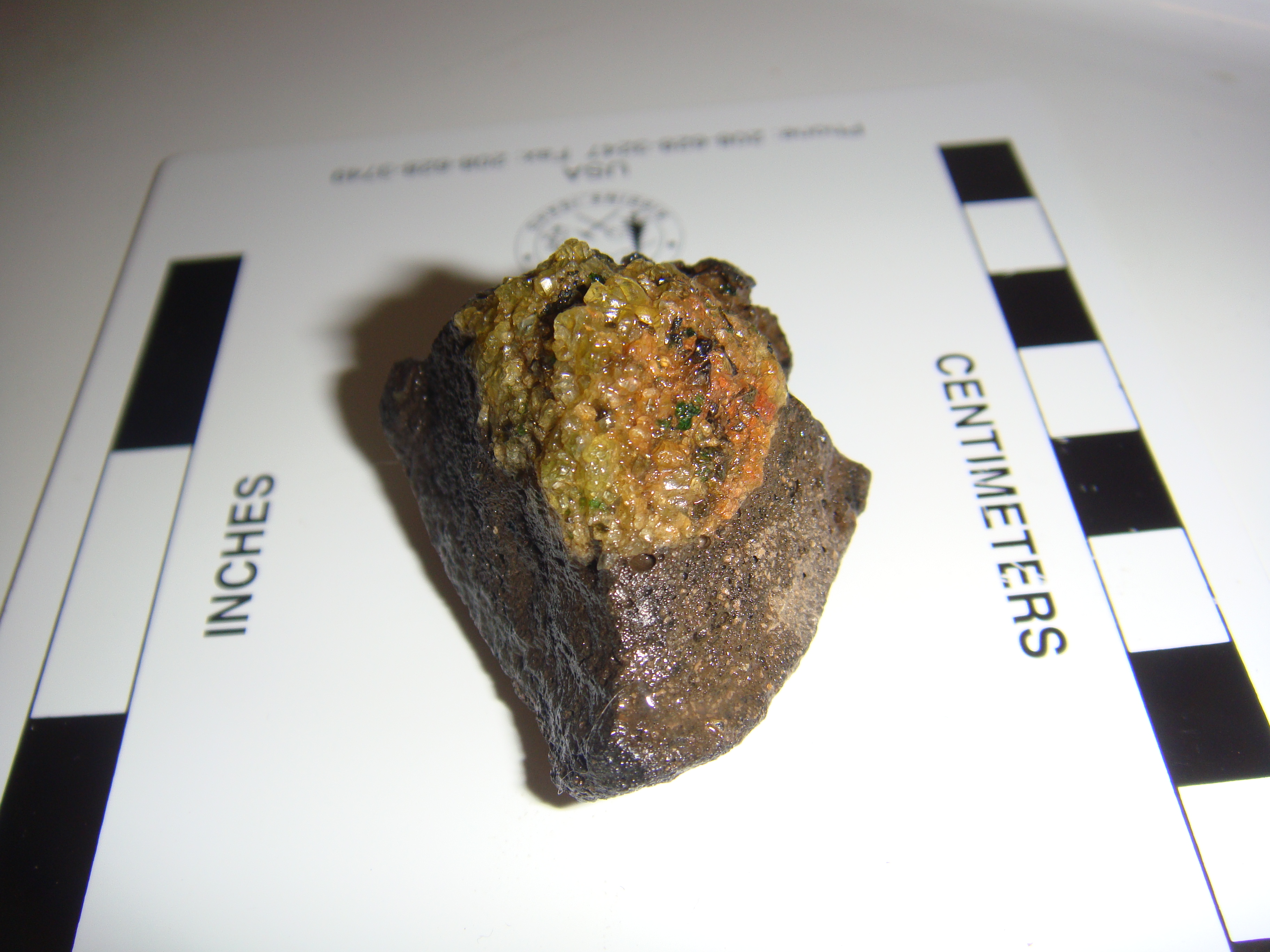
الزبرجد الزيتوني ضمن xenolith

الصخور الدخيلة (xenolith من الإغريقية بمعنى الصخر الغريب) هو نوع من أنواع الصخور التي تتشكل داخل صخور أخرى تكون مغلفة لها بالكامل، وذلك أثناء مرحلة التقسية وبرود الصهارة.
غالباً ما تطلق تسمية الصخور الدخلية على ما يوجد داخل الصخور النارية عند قذف الصهارة من باطن الأرض.

## الأمثلة

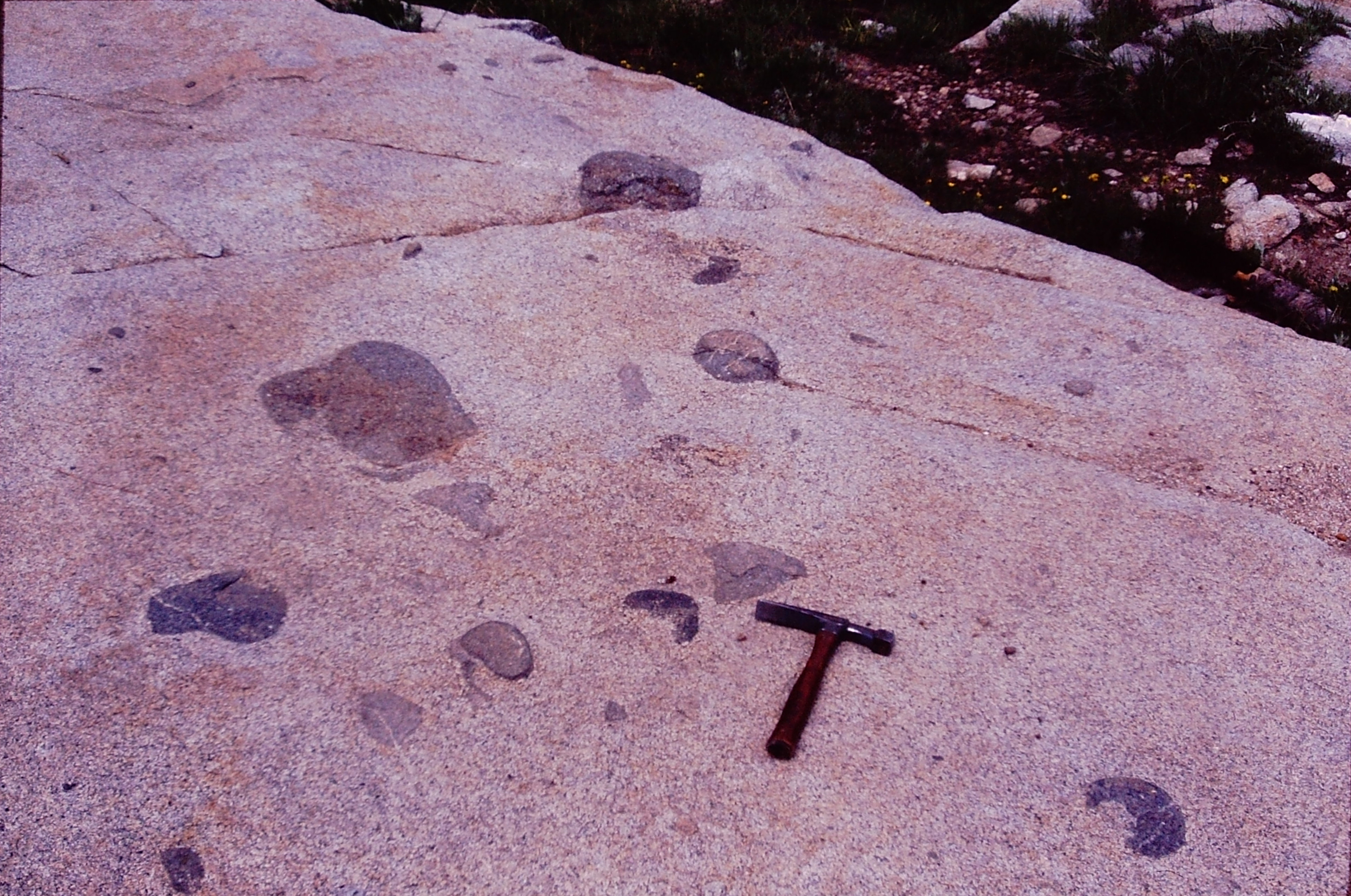
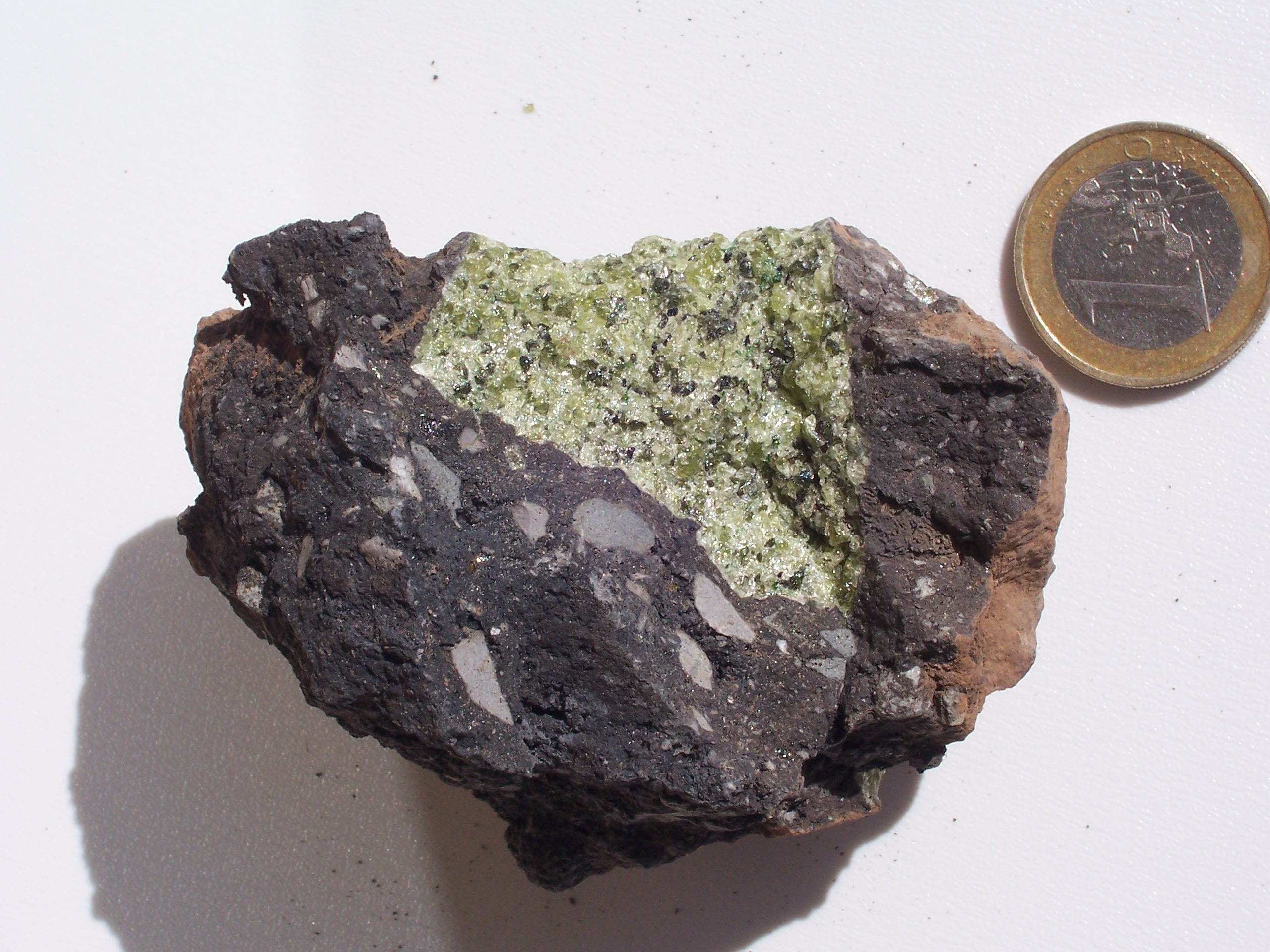
.
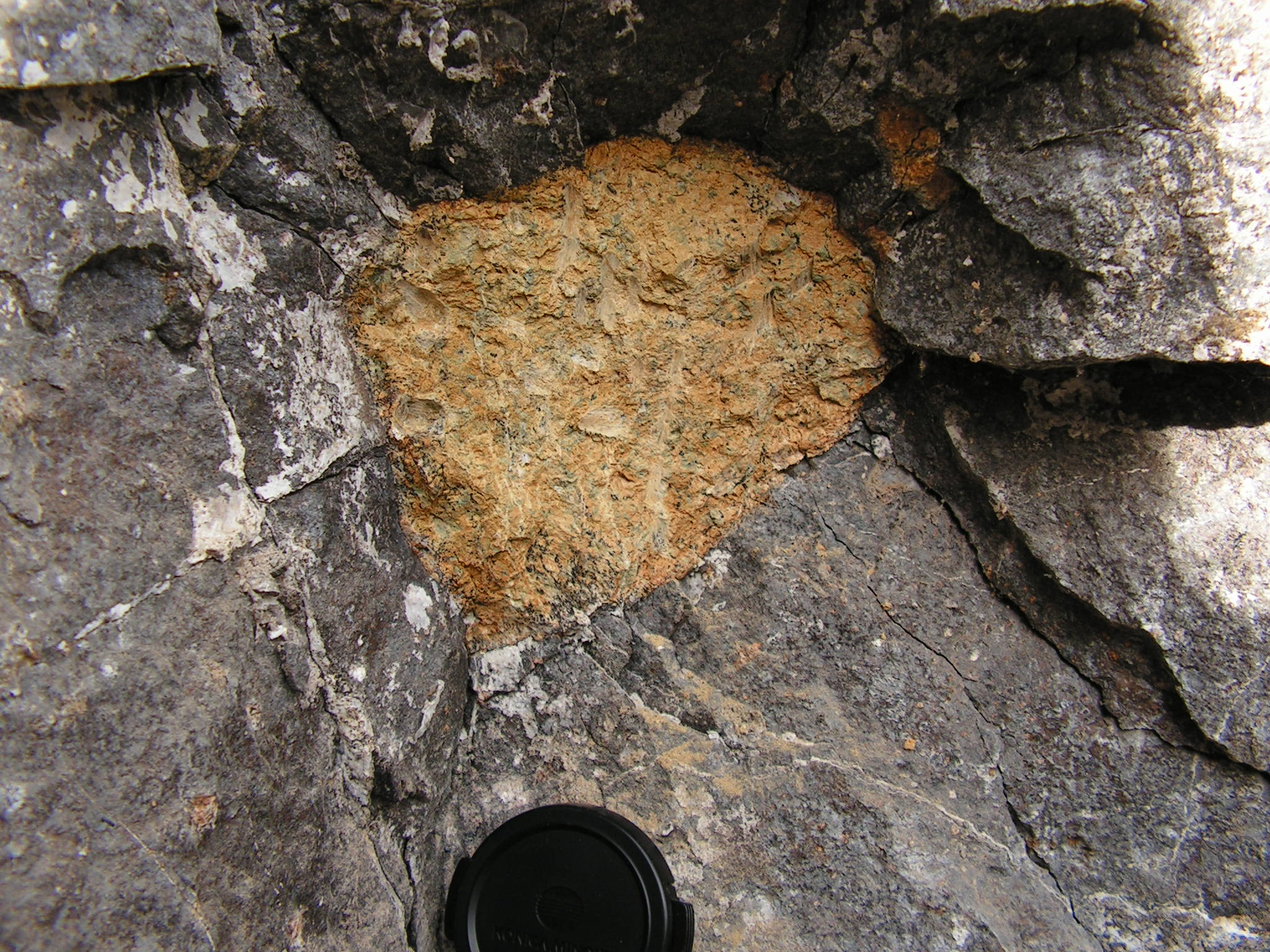